# Pierre Leroy
Pierre Narcisse, Camille Leroy (Houdeng-Goegnies, 11 januari 1924 - Haine-Saint-Paul, 16 november 2013) was een Belgisch senator.

## Levensloop
Tijdens de Tweede Wereldoorlog was hij student aan de Université Catholique de Louvain, waar hij promoveerde tot doctor in de rechten en licentiaat in het notariaat. Tegelijk was hij actief in het Verzet en werd opgepakt als politiek gevangene. Hij werd beroepshalve advocaat en werd actief binnen de PSC en in de Waalse Beweging.
Leroy was voorzitter van de PSC-afdeling van het arrondissement Zinnik en van 1953 tot 1958 was hij voor de partij gemeenteraadslid van Houdeng-Goegnies. Ten tijde van de algemene staking tegen de Eenheidswet was hij ook lid van de Rénovation wallonne.
De kwestie Leuven-Vlaams beïnvloedde zijn evolutie en in februari 1968 was hij in La Louvière medestichter van een afdeling van het Rassemblement Wallon. In 1969 was hij voorzitter van de commissie 'Instituties' voor het doctrinaal congres van het RW, van 1968 tot 1972 was hij secretaris van de RW-afdeling van het arrondissement Zinnik en in 1979 werd hij ondervoorzitter van de RW-afdeling van La Louvière. In oktober 1976 werd hij gemeenteraadslid van La Louvière en bleef dit tot in 1982.
Van 1971 tot 1978 zetelde Leroy in de Senaat als provinciaal senator voor Henegouwen. Hij zetelde zo ook in de Cultuurraad voor de Franse Cultuurgemeenschap.